# 偏莫耳性質
偏摩尔性質（又称“偏摩尔量”），或者部分摩尔性質，是在給定的溫度、壓力和其他物質的量不變時，向含有某一組成成份的無限多的溶液中加1摩尔該組成成份所引起的熱力學性質變化。據此，該組成成份（i）之偏摩尔性質可表示為：
{\displaystyle {\bar {M_{i}}}=\left({\frac {\partial (nM)}{\partial n_{i}}}\right)_{T,P,n_{j\neq i}}.}